# Herrschaft Reichwalde
Die Herrschaft Reichwalde war eine kleine Adelsherrschaft im heutigen Landkreis Dahme-Spreewald (Brandenburg), die sich im 14. Jahrhundert herausbildete und Anfang des 15. Jahrhunderts elf bis dreizehn Dörfer umfasste. 1414 wurde sie verkauft; dabei gelangte ein Teil der herrschaftlichen Dörfer an die Stadt Luckau, der andere Teil an die Herrschaft Storkow (und im weiteren Verlauf der Geschichte an das Amt Storkow). Das Gebiet der ehemaligen Herrschaft ist heute auf die Gemeinden bzw. Städte Bersteland, Schönwald, Lübben (Spreewald) und Luckau im Landkreis Dahme-Spreewald verteilt. Es gab eine zweite Adelsherrschaft, die gelegentlich auch Herrschaft Reichwalde (oder Reichswalde oder Reichenwaldau) genannt wurde in Österreichisch-Schlesien (heute Rychvald, Moravskoslezský kraj, Tschechien).

## Zugehörige Orte
Um 1400 gehörten zur Herrschaft Reichwalde folgende Orte (nach Lehmann):
- Alteno (Gemeindeteil von Duben, Ortsteil der Stadt Luckau)
- Duben (Ortsteil der Stadt Luckau)
- Freiwalde (heute Ortsteil der Gemeinde Bersteland, Amt Unterspreewald)
- Golzig (heute in Kasel-Golzig aufgegangen) (Zugehörigkeit zur Herrschaft unsicher)
- Groß Lubolz
- Kaden (Ortsteil der Stadt Luckau)
- Kreblitz, die Hälfte des Dorfes, die andere Hälfte war brandenburgisch. 1816 wurden die beiden Teile zu einer Gemeinde vereinigt.
- Niewitz (heute Ortsteil der Gemeinde Bersteland)
- Reichwalde (heute Ortsteil der Gemeinde Bersteland)
- Schiebsdorf (heute Ortsteil der Gemeinde Kasel-Golzig) (Zugehörigkeit zur Herrschaft unsicher)
- Schönwalde (heute Ortsteil der Gemeinde Schönwald)
- Stöbritz (heute Gemeindeteil des Ortsteils Willmersdorf-Stöbritz, Stadt Luckau)
- (?)Vorberg (devastiert)[1]
- Willmersdorf (heute Gemeindeteil des Ortsteils Willmersdorf-Stöbritz, Stadt Luckau)

## Geschichte
Über die frühe Geschichte der Herrschaft Reichwalde ist wenig bekannt. Erst 1301 erfolgte die erste urkundliche Nennung der Burg Reichwalde. Sie muss aber deutlich älter sein. Sie lag etwa auf halbem Wege von Golßen nach Lübben (Spreewald), allerdings doch einige hundert Meter südlich der heutigen B 115. Möglicherweise schützte sie hier einen Übergang über die Berste. Zur Burg gehörte auch ein Hof. 1345 waren Burg und Hof im Besitz eines Johann von Strel, dem auch die Herrschaften Beeskow und Buchholz gehörten. 1363 belehnte der brandenburgische Markgraf Ludwig der „der Römer“ als damaliger Markgraf der Lausitz. Botho v. Torgau, Reinhard/Reinhold v. Strehle und Dietrich v. Torgau mit den Herrschaften Beeskow und Storkow sowie den Höfen Reichwalde und Märkisch Buchholz. Weitere Lehnurkunden über denselben Besitz liegen von 1364 bis 1367 vor. In einem Erbvergleich kamen Reinhard v. Strehle und Botho v. Torgau überein, dass die Herrschaft Beeskow und die Höfe Reichwalde und Märkisch Buchholz nach dem Tod des Vaters von Botho an Reinhard v. Strehle fallen sollen. 1377 kamen Johann und Ulrich von Biberstein in den (Mit-)Besitz der Herrschaften Beeskow und Reichwalde. Reichwalde war an Vasallen weiter verliehen. 1378 gelobten Heinrich v. Wersing und die Brüder v. Wansch, ihr Haus Reichwalde dem Hans und Ulrich v. Bieberstein offen zu halten. Houwald nennt noch einen Anshelm von Ronow als Besitzer der Herrschaft Reichwalde. 1382 wurden die Vasallen aus der Lehnspflicht gegenüber Reinhard v. Strehle entlassen und huldigten stattdessen den Brüdern Hans und Ulrich v. Bieberstein. 1384 belehnte der böhmische und römisch-deutsche König Wenzel Hans und Ulrich v. Bieberstein auch formell mit den Herrschaften Beeskow, Storkow, Reichwalde und Märkisch Buchholz, ebenso Herzog Johann v. Görlitz als Markgraf der Lausitz. Reinhard Herr von Strehla († 1414) war der Onkel der beiden Bibersteiner.
Am 26. April 1414 verkaufte Hans von Biberstein einen Teil der Herrschaft Reichwalde mit den Dörfern Reichwalde, Freiwalde, Schönwalde, Groß Lubolz, Niewitz und Duben an die Stadt Luckau. Sie erlaubten außerdem der Stadt Luckau, die nicht mehr benötigte und offensichtlich unbewohnte Burg Reichwalde abzubrechen, damit Wegelagerer und Nichtsesshafte sie nicht als Unterschlupf nutzen konnten. Andere Dörfer der Herrschaft – Alteno, Kaden, Stöbritz, Vorberg (?) und Wilmersdorf – kamen zur Herrschaft Storkow. Die Exklave Alteno gelangte später wieder an die Stadt Luckau. Die Zugehörigkeit von Golzig Schiebsdorf und Vorberg zur Herrschaft Reichwalde ist unsicher; Schiebsdorf kam zunächst als Altarausstattung zu einer Luckauer Kirche und war ab 1572 Luckauer Ratsdorf. Golzig war später ritterschaftlich. Vorberg gehörte bis um 1800 zum Amt Storkow, doch wie es zum Amt Storkow kam, ist unsicher.

## Die Burg Reichwalde
Von der Burg Reichwalde hat sich nichts erhalten. Sie lag nördlich des Dorfes zwischen Mühlgraben, Dorf und Straße nach Freiwalde. Im Gelände sind noch leichte Vertiefungen der ehemaligen Wassergräben zu sehen. Sie war nach dem Verkauf des Dorfes Reichwalde von der Stadt Luckau abgebrochen worden. Am 26. April 1414 bestätigte König Wenzel als Oberlehensherr der Stadt Luckau den Besitz des Schlosses Reichwalde und der Dörfer Reichwalde, Freiwalde, Schönwalde, Groß Lubolz, Niewitz und Düben und erteilte auch die Erlaubnis zum Abbruch des Schlosses. Arndt berichtet von Funden von frühdeutscher blaugrauer Keramik an der Burgstelle.

## Belege